# Journée internationale de l'asexualité
 (août 2025).
Motif : Cette journée "internationale", lancée en 2025 selon le dossier de presse et dont l'interwiki portugais renvoie à la page Asexualité (piste pour une fusion ?), bénéficie-t-elle d'une couverture dans des sources secondaires d'envergure nationale ?
- Archive Wikiwix
- Bing
- Cairn
- DuckDuckGo
- E. Universalis
- Gallica
- Google
- G. Books
- G. News
- G. Scholar
- Persée
- Qwant
- (zh) Baidu
- (ru) Yandex
- (wd) trouver des œuvres sur Wikidata

| 1. | Préciser le motif de la pose du bandeau. | Précisez le motif de la pose du bandeau en utilisant la syntaxe suivante : {{admissibilité à vérifier\|date=août 2025\|motif=remplacez ce texte par le motif}}                                              |
| 2. | Informer les utilisateurs concernés.     | Pensez à avertir le créateur de l'article, par exemple, en insérant le code ci-dessous sur sa page de discussion : {{subst:avertissement admissibilité à vérifier\|Journée internationale de l'asexualité}} |

La journée internationale de l'asexualité, aussi connue sous le nom de IAD (pour 
International Asexuality Day), est un événement annuel qui a lieu le 6 avril et qui est destiné à promouvoir le spectre de l’asexualité, y compris la demisexualité et la greyasexualité.